# Magnac-Bourg
Magnac-Bourg (en occitano Manhac) es una población y comuna francesa, situada en la región de Lemosín, departamento de Alto Vienne, en el distrito de Limoges y cantón de Saint-Germain-les-Belles.

## Demografía
| 1017 | 962 | 967 | 903 | 857 | 795 | 1004 |
| Para los censos de 1962 a 1999 la población legal corresponde a la población sin duplicidades (Fuente: INSEE [Consultar]) |     |     |     |     |     |      |